# Hans Friedrich Gadow
Hans Friedrich Gadow (Stary Kraków, 8 marzo 1855 – Cambridge, 16 maggio 1928) è stato un ornitologo e naturalista tedesco.

## Biografia
Nato in Pomerania e figlio di un ispettore delle foreste reali prussiane, ha studiato presso le università di Berlino, Jena e Heidelberg. A Jena è stato allievo di Ernst Haeckel e a Heidelberg è stato allievo dell'anatomista Karl Gegenbaur. Dopo la laurea, si trasferì al museo di storia naturale di Londra su richiesta di Albert Günther, per lavorare al Catalogo degli uccelli del museo.
Nel 1884 Gadow succedette a Osbert Salvin come curatore della Collezione Strickland presso l'Università di Cambridge, oltre ad essere nominato conferenziere di morfologia dei vertebrati. Divenne membro dell'Unione ornitologi britannici nel 1881 e membro della Royal Society nel 1892. Sposò Clara Maud Paget, figlia di Sir George E. Paget.
Nel 1895 e nel 1896 Gadow con sua moglie fecero due viaggi nella Spagna settentrionale, dai Paesi Baschi alla Galizia. Nel 1897 Gadow pubblicò nel nord della Spagna il libro che riuniva le sue osservazioni sulla geografia, l'etnografia, la fauna e la flora del luogo.
Il nome di Gadow è presente nella nomenclatura scientifica di tre specie di lucertole messicane (Anolis gadovii, Mesaspis gadovii e Urosaurus gadovi), con anche la moglie Clara Maud Gadow a cui è dedicata una specie la Sceloporus gadoviae.